# Birmingham Small Arms Company
Pour les articles homonymes, voir BSA.

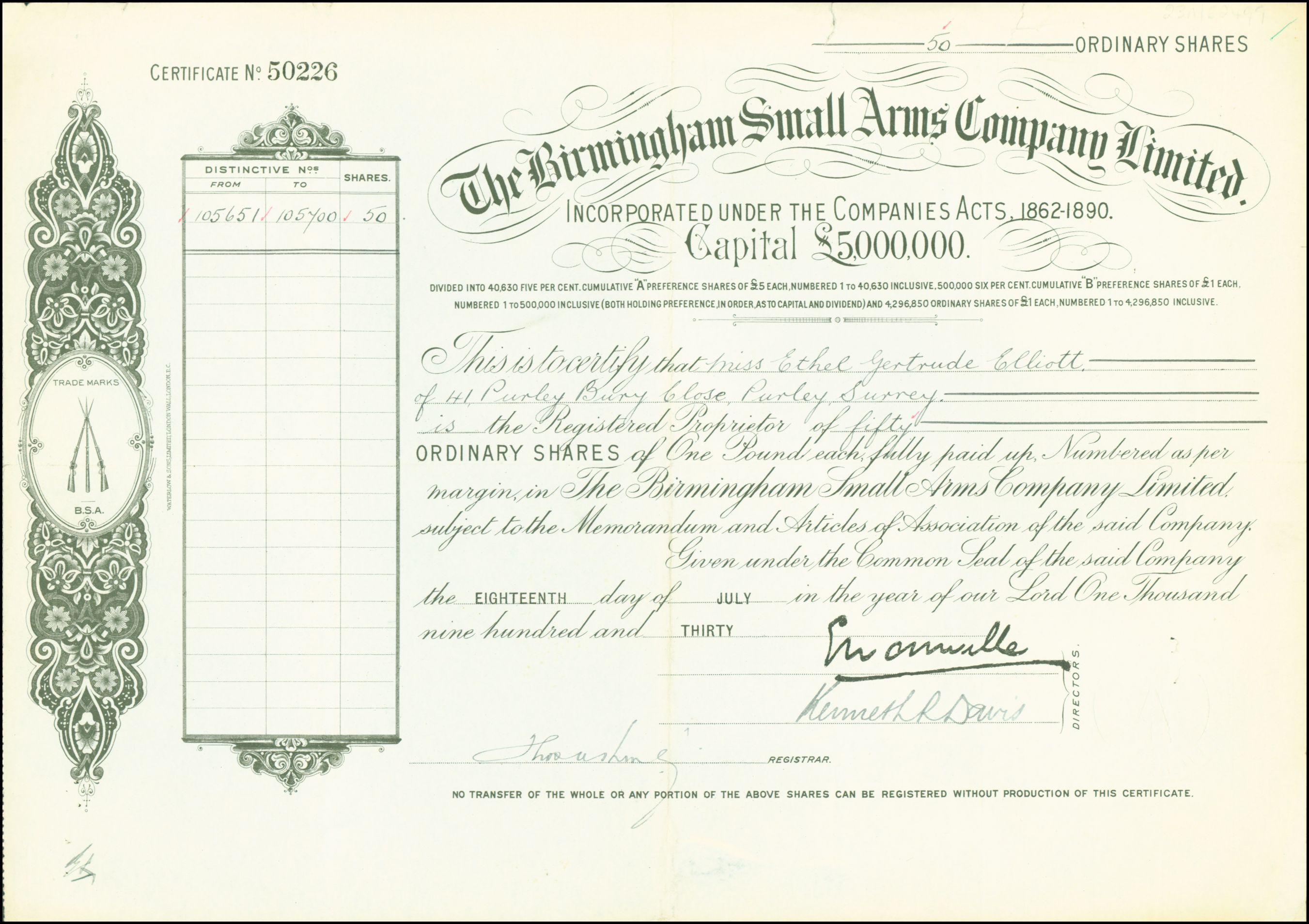
Action de la Birmingham Small Arms Company Ltd. en date du 18 juillet 1930

La Birmingham Small Arms (BSA - The Birmingham Small Arms Company Limited) est un fabricant d'armes anglais, sous-traitant la fabrication du fusil Gewehr 71 (Mauser) ou du fusil-mitrailleur Lewis Mark I et ayant racheté la compagnie de production d'avions de chasse Airco.
Sous le nom de BSA, elle produit des motocyclettes (elle est aussi propriétaire de Triumph), des cyclecars, des automobiles (Daimler) et a de nombreux autres secteurs d'activités industrielles comme l'aviation, le chromage, les machines-outils et outils, les carrosseries d'autobus et d'automobiles avec Carbodies, entre autres.

## Historique
Cette firme est fondée à Birmingham (Angleterre), en 1861, pour fabriquer des armes.

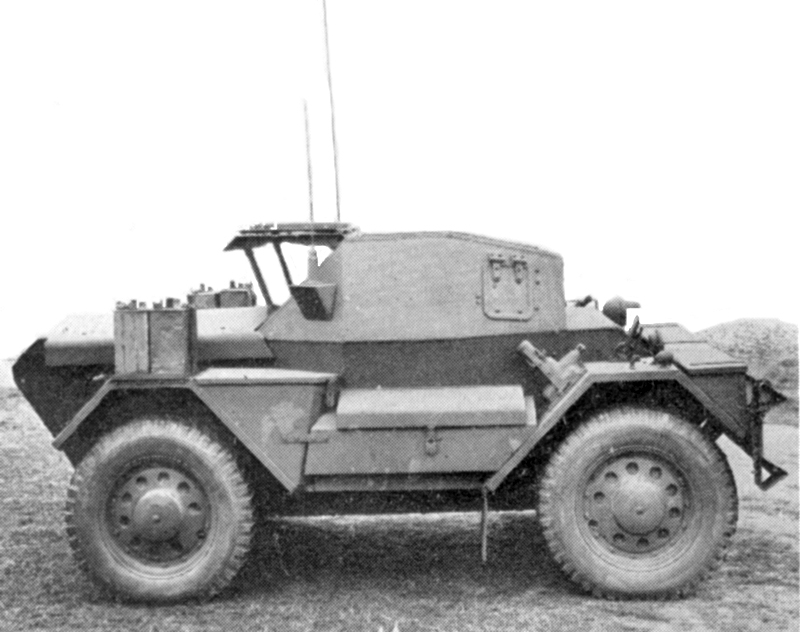
BSA-Daimler Dingo.

Le 26 août 1940, la Luftwaffe lâche une pluie de bombes incendiaires sur l'usine BSA, qui possède le principal stock de poudre de l'Angleterre, entraînant la destruction de la seule usine produisant des armes légères opérationnelle et la perte 750 machines-outils, sans provoquer de pertes humaines. Deux autres raids aériens ont lieu les 19 et 22 novembre ; celui du 19 cause le plus de pertes, humaines et matérielles : les bâtiments datant de 1863 et 1915, des bâtiments voisins, 1 600 machines-outils, 53 employés tués, 89 blessés et l'arrêt de la production de fusils pendant trois mois,. BSA et le gouvernement décident alors d'éparpiller les usines sur le territoire, dans une vingtaine de villes différentes. La production reprend deux ans après les bombardements.
Durant le conflit, BSA produit 1 250 000 fusils Lee-Enfield 0,303, 404 383 pistolets-mitrailleurs Sten, 468 098 mitrailleuses Browning, plus de 100 000 pièces de rechange, 42 532 canons Hispano, 32 971 canons Oerlikon, 59 322 mitrailleuses Besa 7,9 mm, 3 218 mitrailleuses Besa 15 mm, 68 882 armes antichars, 126 334 motos, 128 000 vélos militaires (dont plus de 60 000 pliants, pour les parachutistes) et 750 000 fusées anti-aériennes.
Après la guerre, la demande en motos s'accroît et l'usine BSA de Birmingham se tourne exclusivement vers cette production. BSA rachète New Hudson motorcycle and bicycle en 1950, et, en 1951 Triumph Motorcycles, ce qui amène BSA à devenir le plus gros constructeur de motos du monde à cette époque.
Mais de mauvais investissements dans la branche moto conduisent l'entreprise à sa perte. En 1973, le gouvernement britannique lance un appel d'offres et la société est rachetée par Manganese Bronze Holdings (en), puis par Norton-Villiers. Depuis 1987, la société d'origine, The Birmingham Small Arms Company Limited, n'est plus qu'une filiale de Manganese Bronze, mais a perdu son nom.

## Secteurs de production

### Armes à feu et munitions
En 1863, l'infanterie turque passe une commande de 20 000 fusils, ce qui contribue à la renommée de l'entreprise mais, le marché des armes étant précaire, l'usine ferme en 1879.
Néanmoins, en 1889, à la demande de l'armée britannique, la société se remet à la production du Lee-Metford (premier fusil à répétition) pour la rééquiper en nouvelles armes. La demande est de 1 200 fusils par semaine.
BSA vend sa section munitions en 1897 à la Birmingham Metal and Munitions Company Limited, appartenant à Nobel-Dynamite Trust.
Durant la Première Guerre mondiale, BSA participe à l'effort de guerre en reprenant la production d'armes et de munitions.
Dans les années 1930, le conseil d'administration fait entreposer le stock des invendus de la guerre 14-18 au cas où l'entreprise serait amenée à renouveler son devoir patriotique.
Au déclenchement de la Seconde Guerre mondiale, BSA Guns Ltd est la seule usine du Royaume-Uni à produire des fusils alors que les usines Royal Ordnance ne commencent leur production qu'en 1941. BSA Guns Ltd produit la mitrailleuse Browning 0,303 pour l'Armée de l'air, à la vitesse de 600 unités par semaine, en mars 1939, et Browning culmine à 16 390 en mars 1942.
En 1961, année du centenaire de la marque, BSA cesse la production d'armes militaires mais continue à fabriquer des armes de sport.
En 1986, BSA Guns est liquidé mais l'actif est racheté et une nouvelle société, BSA Guns (UK) Ltd, continue la fabrication d'armes à air comprimé.
Les droits BSA sont rachetés par Gamo.

Quelques armes
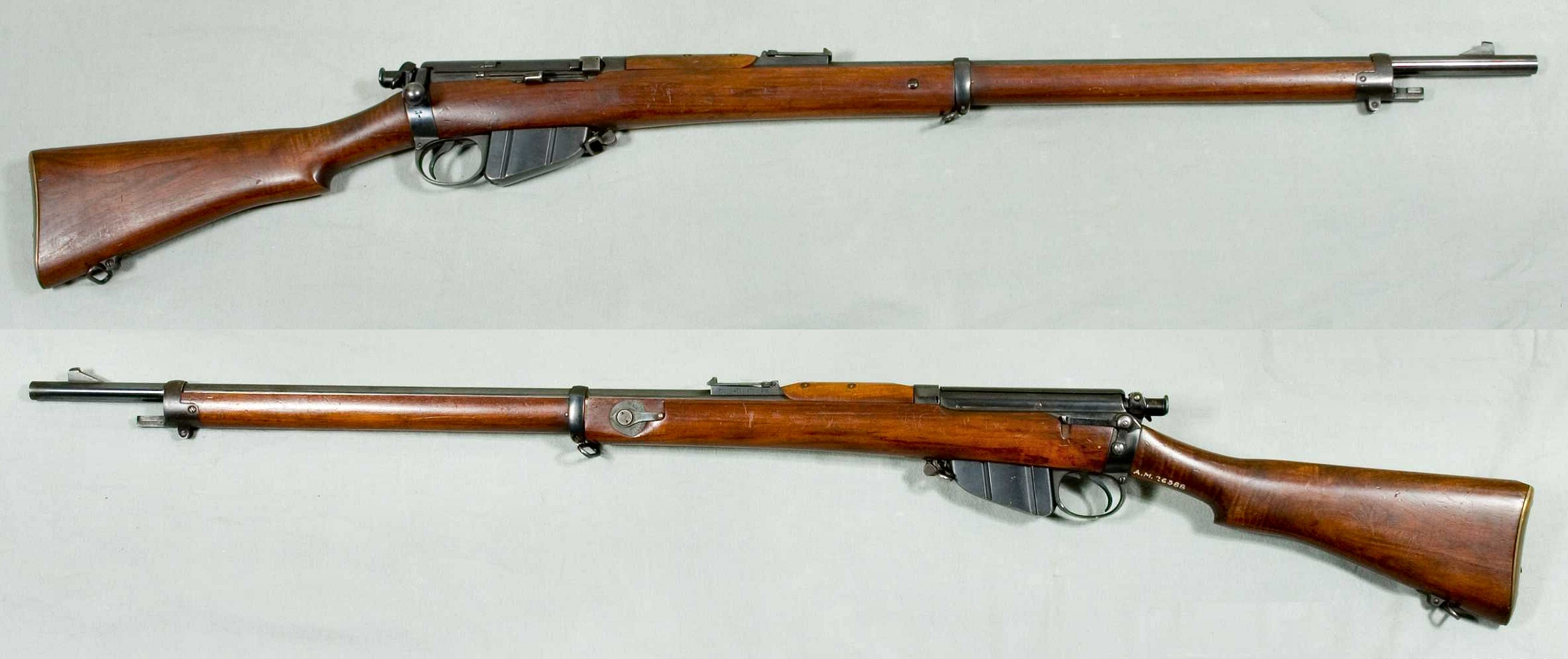
Un Lee-Metford série 2.

### Vélos

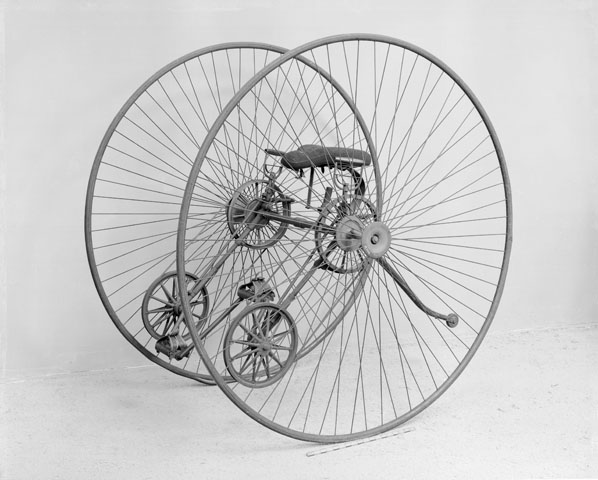
Le Otto Dicycle.

En 1880, BSA se lance dans la fabrication de vélos, l'usine d'armes s'avérant remarquablement adaptable à la fabrication de pièces de vélo pour usiner des pièces standards à bas prix.
BSA fabrique le Otto Dicycle. Un peu plus tard, la société commence à fabriquer des bicyclettes pour son propre compte, pour remplacer le grand-bi qui n'est pas très stable.
La production de vélos cesse en 1887 mais la reprend en 1906.
En 1893, l'usine produit des moyeux de bicyclettes et autres pièces détachées jusqu'en 1936.
En 1907, BSA rachète la société The Eadie Manufacturing Company et commence la production du Eadie, vélo à deux pignons (deux vitesses) et freinage en rétropédalage. Ensuite, elle produit, sous licence, le Sturmey Archer Type X, un système à 3 vitesses inclus dans le moyeu de la roue arrière. Ces activités cessent entre 1953 et 1955.
BSA Cycles Ltd est créée en 1919 pour la fabrication de vélos et de motos.
En 1949, BSA sort son premier catalogue de vélos Sunbeam et produit son propre dérailleur 4 Stars avec un moyeu à 4 pignons.
En 1952, BSA créé son équipe cycliste professionnelle dont le meneur/finisseur est Bob Maitland, un dessinateur du bureau de conception de la marque,.
En 1955, BSA cesse sa production de moyeux à vitesses intégrées.
La filiale de vélos est vendue à Raleigh en 1957, après la séparation de la production vélo / moto en 1953. Raleigh continue la production dans les ateliers de BSA jusque dans les années 1960.

### Motos
Articles détaillés : Liste des motos BSA, Liste des motos AMC
En 1905, la première moto expérimentale est construite. Une unité de production voit le jour en 1910 et la BSA 3½ est présentée à Londres, en 1911, et tous les exemplaires sont vendus entre 1911 et 1913.
En 1919, BSA sort sa première moto avec un moteur en V à 50° de 770 cm3 (6-7 hp), la Model E ,.
Le gouvernement réquisitionne, au début de la guerre 39-45, choisissent les 690 BSA M20 (500 cm3 à soupapes latérales) que BSA a en stock pour équiper les forces armées britanniques et en commandent 8 000 autres. L'Afrique du Sud, l'Irlande, l'Inde, la Suède et les Pays-Bas optent également pour cette machine.
En 1953, BSA fête la sortie de la 100 000 e BSA Bantam. Cette petite moto déclinée en 125 ,175, voire 250 cm3, très diffusée chez les postiers britanniques notamment, est en fait une "prise de guerre", l'adaptation aux habitudes et aux normes anglaises de l’excellent monocylindre 2 temps DKW 125 RT allemand, dont la fabrication continue derrière le Rideau de Fer en RDA sous la marque MZ. Cette moto est atypique dans la gamme BSA 4 temps de conception "maison". L'aspect général et le montage à gauche sur axes concentriques du Kick et du sélecteur de vitesse est caractéristique. Les américains de Harley-Davidson ont eux aussi produit leur propre version de la DKW-MZ (baptisée Hummer) jusqu'en 1966 .
La marque BSA a comme haut de gamme dans les années 50 et 60 les modèles A7 et A10 bicylindres avec un calage « à l'anglaise » à 360°. Il s'agit de modèles très « inspirés » des équivalents de chez Triumph qui a lancé en 1936 la Speed Twin due au talent de l'ingénieur Edward Turner et qui a été abondamment copiée et revisitée par la concurrence (BSA mais aussi Norton, Matchless/AJS et Royal Enfield entre autres). La boîte de vitesses produite par le sous-traitant Burman est séparée du moteur.
Par la suite les modèles évolueront vers une construction plus moderne avec un bloc moteur-boîte, comme sur la BSA A65 Star et sa version plus performante la BSA Spitfire
A côté de ces bicylindres existe une gamme de monocylindres plus utilitaires déclinés en 350 et 500 cm3 comme la paisible B31 utilisée par des consommateurs n'ayant pas les moyens d'acheter une automobile. Le summum de la gamme monocylindre est la DBD34, une 500 cm3 allégée et améliorée, qui est surtout destinée à la course sur circuits au niveau club et national. Elle est plus connue sous le nom de BSA Gold Star (Étoile d'or),, appellation qui désigne en fait tous les modèles à haut rendement de la marque. Un peu moins performante avec son moteur culbuté que les machines monocylindres de pure compétition comme l'AJS 7R ou la Norton Manx (équipées d'arbre à cames en tête) elle est plus abordable et plus facile à régler pour le coureur privé et peut cependant leur tenir tête sur les circuits de club installés sur les anciens aérodromes désaffectés de la RAF. Par la suite apparaît une 500 cm3 en construction Unit, la Victor, que les puristes ne considèrent pas comme une véritable Gold Star mais qui remporte de beaux succès en moto-cross et même sur les circuits de vitesse. Des monocylindres 250 cm3 font également partie de la gamme comme la Starfire, une machine à visée utilitaire.
Au milieu des années 60 le marché de la moto en Grande-Bretagne est attaqué sur plusieurs fronts : Vespa et Lambretta ont popularisé le scooter qui devient un phénomène de société avec l'apparition d'une jeunesse turbulente mais propre sur elle (les Mods) montés sur des scooters modifiés qui méprisent les rockers et leurs motos parfois couvertes d'huile, une opposition au centre du film Quadrophenia avec Pete Townshend et Sting. Les ouvriers et employés cherchant un transport au quotidien se tournent vers des véhicules à trois roues comme le Robin Reliant ou à 4 roues comme la Morris Minor l'Austin Mini, plus abritées des intempéries britanniques.
Enfin en haut de gamme, les industriels japonais Honda, Suzuki, Kawasaki et Yamaha ont massivement investi dans des machines-outils modernes et des services de recherche performants et produisent des motos fiables, propres et rapides, qui collectionnent les lauriers en compétition. Par comparaison l'industrie britannique reste figée (machines-outils et méthodes de production surannées, normes de boulonnerie non métriques).
Commence alors une série de douloureuses fusions et amalgamations dans l'industrie moto britannique mais en fait toutes les firmes amalgamées sont à la fois jalouses de leur culture d'entreprise et sous capitalisées. La fusion BSA/Triumph se traduit par divers modèles communs (mais présentant certaines différences) pas totalement réussis (le scooter 250 cm3 Triumph Tigress / BSA Sunbeam) ou la très performante mais très caractérielle BSA Rocket 3 / Triumph Trident pour laquelle l'outil de production existant n'a pas permis de réaliser un bloc moteur moderne avec des plans de joints horizontaux, à la japonaise. Le chant du cygne du groupe sera la tentative d'une 350 moderne (la BSA Fury / Triumph Bandit), dernier dessin d'Edward Turner (améliorée par Bert Hopwood après des premiers tests désastreux) et chant du cygne de la marque puisque stoppée net au stade de pré-production par manque de finances .
Les droits BSA sont rachetés par Norton Villiers Triumph mais le groupe NVT (Norton Villiers Triumph) est en mauvaise santé financière et la marque BSA va peu à peu disparaître.
Depuis 2016 les droits de marque BSA sont détenus par le groupe indien Mahindra .

#### Triumph
Article détaillé : Liste des motos Triumph
Triumph est détenu par BSA depuis 1951. Des problèmes financiers mettront fin à la marque en 1972. Le nom de Triumph renaîtra sous plusieurs formes. D'abord durant les années 1980, par le biais du distributeur anglais L.F. Harris, autorisé par John Bloor, le propriétaire de la marque, à produire des Bonneville avec les stocks de pièces restants. Puis à partir de 1990, par John Bloor lui-même.

#### Norton
Article détaillé : Liste des motos Norton (en)
Norton est issue d'AMC (en), fondée par les frères Collier, et est la société mère des marques Matchless, AJS, Francis-Barnett (en) et Sunbeam.

#### Norton-Villiers-Triumph
Norton-Villiers-Triumph (en) est créée par le gouvernement britannique, en 1972 pour que la production anglaise de moto soit pérennisée et fait suite à Norton-Villiers (en) (1966-1973), en faillite. Les quatre derniers modèles produits sont les Gold Star 500, 650 Thunderbolt, 650 Lightning et 750 Rocket Three.

#### BSA Company
Triumph survit quatre ans de plus que BSA et Norton et, à la dissolution de Norton-Villiers-Triumph, en 1978, BSA Company (en) est créée et rachète les droits. Cette nouvelle société fabrique des modèles à base de moteurs Rotax pour l'armée et de Yamaha pour les pays émergents sous le nom BSA.

#### Andover Norton
Andover Norton naît sous la volonté de Mike Jackson pour fonder BSA Group. Il rachète le stock de pièces de Norton et de MZ. En 1994, Andover Norton est repris par un groupe nouvellement créé : BSA Regal Group.

#### BSA Regal
BSA Regal sort son premier modèle, la Gold SR (400 cm3), en 1997 puis, en 1999, une version 500 de la Gold SR. En 2003, les objectifs ne sont pas atteints et la 1 000 Tempest reste à l'état de prototype. L'association avec MZ prend fin en 2007. La même année, Joe Seifert, nouveau propriétaire de Norton Motors Ltd, rachète le stock de pièces de la célèbre Norton Comando et le retour de BSA en Europe.
En 2009, la marque indienne de vélos Tube Investments qui est propriétaire de la marque de cycles BSA est accusée de violation de droits lorsqu'ils apposent le logo BSA sur leurs scooters électriques. En 2010, l'affaire est toujours à la Cour suprême d'Inde.

Quelques motos
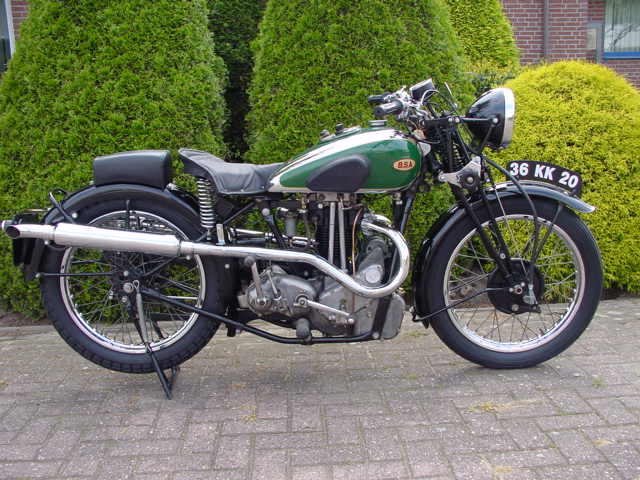
BSA Blue Star, 1935
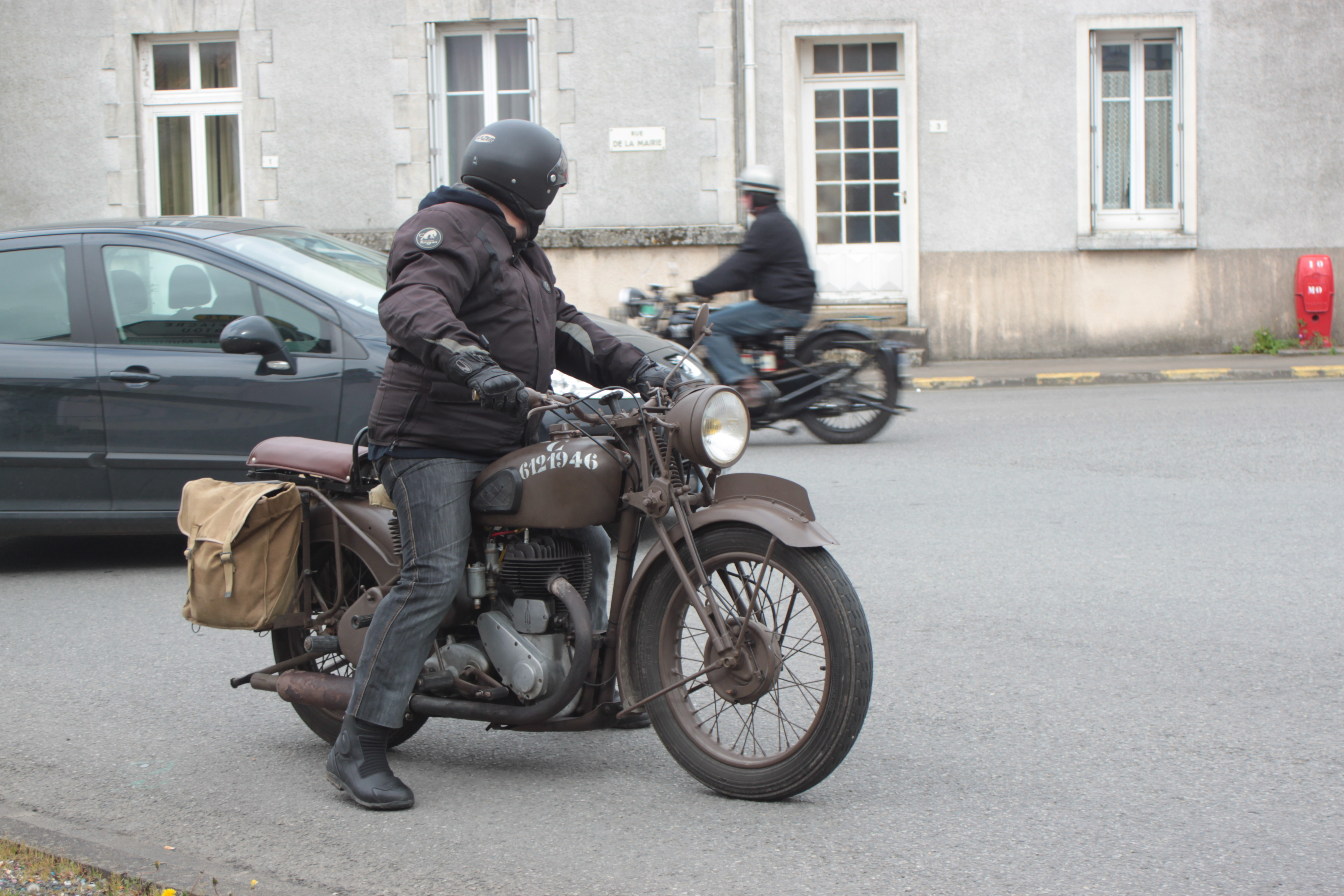
Une BSA de 1946.
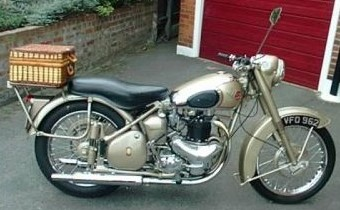
BSA Golden Flash 650, 1957
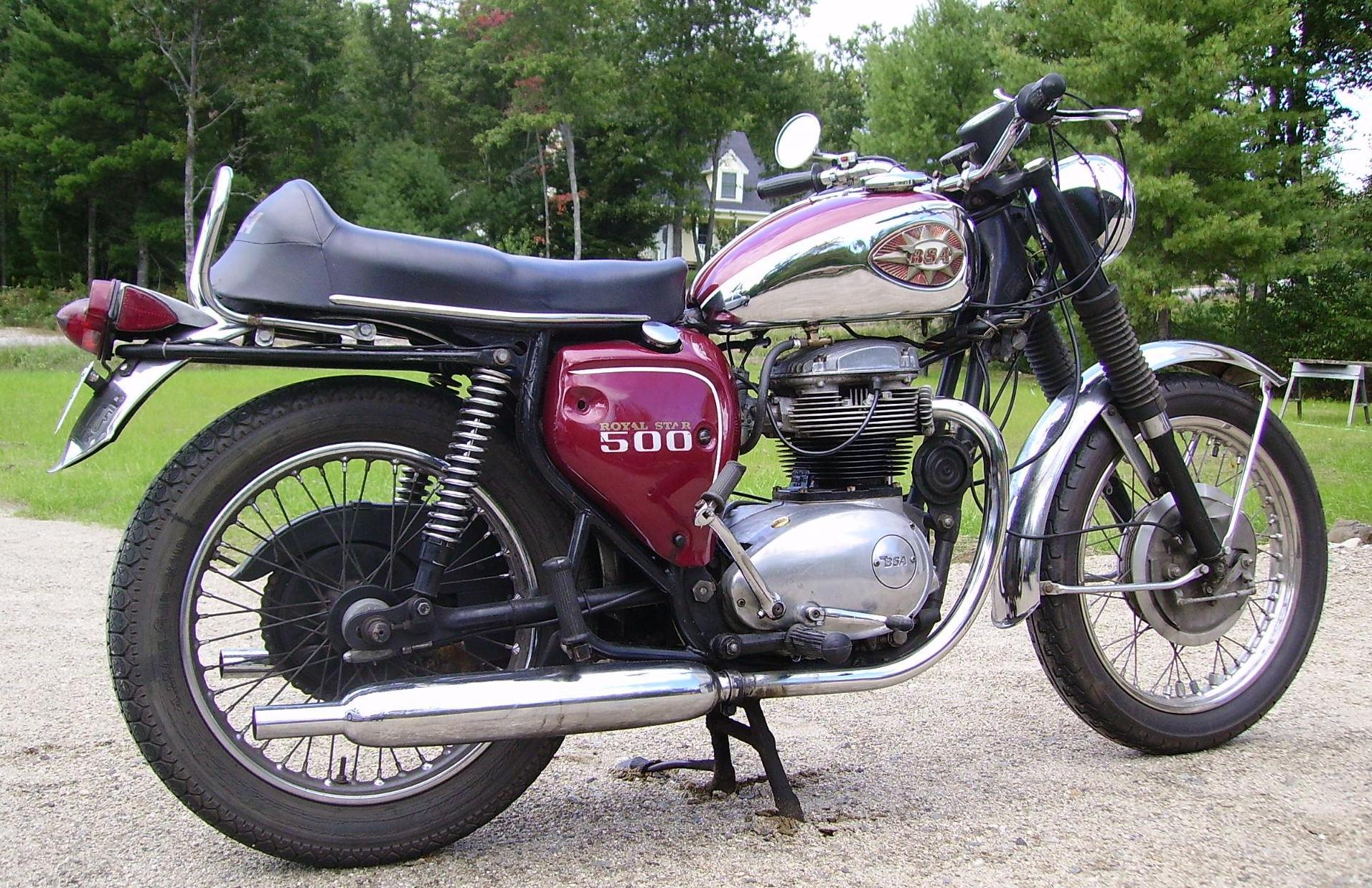
BSA Royal Star, 1969
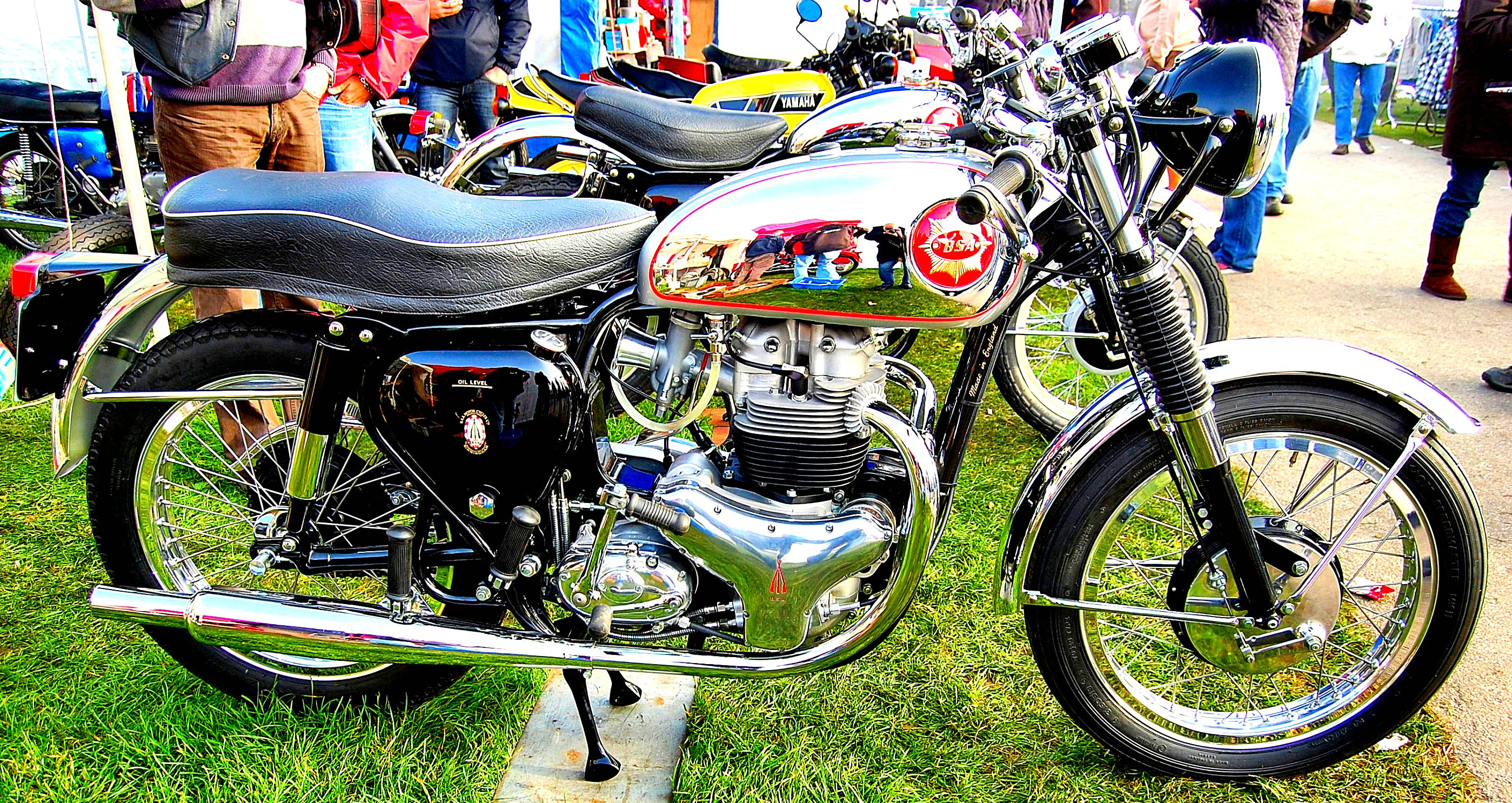
BSA Rocket Gold Star

### Voitures

#### BSA Cars
La filiale BSA Cars produit son premier prototype en 1907, sous la marque BSA Cycles Ltd. En 1909, un comité d'enquête établit rapport concluant que le nouveau département automobile a échoué par sa gestion et de sa mauvaise organisation de production. Elle vend quand même 150 exemplaires. La production, sous le nom BSA cesse au cours des années 1930.

#### Daimler
Daimler est détenu par BSA de 1910 à 1960. Daimler est, avec Rover, le plus gros constructeur britannique. La fusion entre Daimler et BSA s'effectue le 2 septembre 1910. Toutefois, la fusion n'est pas un grand succès. En 1913, Daimler n'a produit que 1 000 véhicules.
Une des contraintes financières de la vente oblige Daimler à payer à BSA un dividende annuel de 100 000 £, ce qui représente environ 40 % de la trésorerie de Daimler. Ce fardeau financier prive Daimler de la trésorerie nécessaire au financement du développement et l'oblige à emprunter de l'argent à la Midland Bank.
En 1912, BSA est l'un des deux constructeurs automobiles pionnier de l'utilisation de l'acier, avec l'Américain Hupp Motor Company (1909-1940).
La production d'automobiles sous le nom de BSA cesse dans les années 1930.
La firme Daimler, comme le groupe BSA tout entier (britannique, les liens capitalistiques ont été coupés depuis longtemps avec la branche allemande Daimler Benz) est administrée dans les années 40 et 50 par Sir Bernard Docker qui est également membre du tour de table directorial de la Midland Bank. La firme produit des voitures de grand luxe avec la très enviée distinction "By Appointment of her Majesty the Queen" (fournisseur officiel de sa Majesté la Reine). Cependant dans l' austèrité des années 40 et 50, les voitures de luxe se vendent peu et le luxe ostentatoire est mal vu. Or Sir Bernard Docker épouse en 1949 Norah Turner, une ancienne danseuse-entraîneuse de cabaret, venue d'un milieu modeste mais largement enrichie car deux fois veuve de millionnaires... et personnalité pour le moins controversée, régulièrement à la une de la presses à scandale, qui l'a surnommée « Naughty Norah » (« Norah la coquine »).
Ses goûts de luxe, auxquels, de nos jours, on accolerait sans doute l'étiquette « bling-bling » et son pechant pour l'ostentation vont mener la firme à la ruine. En effet, sir Bernard lui confie la direction d'une filiale de Daimer spécialisée dans les véhicules de haut luxe, la très traditionnelle carrosserie Hooper, dont elle entreprend de dépoussiérer l'image en faisant réaliser des "Show Cars" (voitures d'exposition) totalement extravagantes aux noms évocateurs (Golden Daimler, poussière d'étoile, trèfle bleu, éclair d'argent, zêbre d'or). Leur aspect extérieur n'est pas vraiment futuriste mais leur décoration est d'un luxe délirant (selleries en cuirs exotiques, habillages de bois précieux, dorure à la feuille, carafes de cristal, nécessaire à parfums…). Norah Nocker accapare l’usage de ces voitures (payées par l'entreprise) et fait même payer par la firme… une robe de grand couturier parisien constellée de pierres précieuses composant la mention "Miss Daimler" avec laquelle elle joue, à 45 ans passés, le rôle de présentatrice sur le stand Daimler du salon automobile de Paris, toutes actions qui constituent des abus de biens sociaux d'autant plus caractérisés que Bernard Docker et sa flamboyante épouse font régulièrement les gros titres de la presse à sensation. Cette réputation n'est pas du goût de la jeune reine Élisabeth II qui craint l'impopularité associée à de tels goûts « nouveau riche » et choisit de se donner le patronage officiel du palais de Buckingham à la rivale de toujours, la firme Rolls-Royce. Bernard Docker est débarqué à grand fracas de ses mandats d'administrateur en 1956  et dès lors la firme Daimler comme le couple Docker entrent dans une spirale de déboires et de déclin.
Daimler est rachetée par Jaguar en 1960, mais jamais les Daimler ne rentreront en grâce auprès de l'aristocratie anglaise. La marque daimler cessera quasiment d'être utilisée par Jaguar, même à l'occasion du centenaire de la firme.

#### Lanchester
En 1930, BSA acquiert le constructeur Lanchester,, et la production est délocalisée dans les ateliers Daimler de Coventry. Le premier modèle est la Daimler Light Twenty, ou 16/20, appelée Lanchester Eighteen 15/18 (en).

Quelques voitures
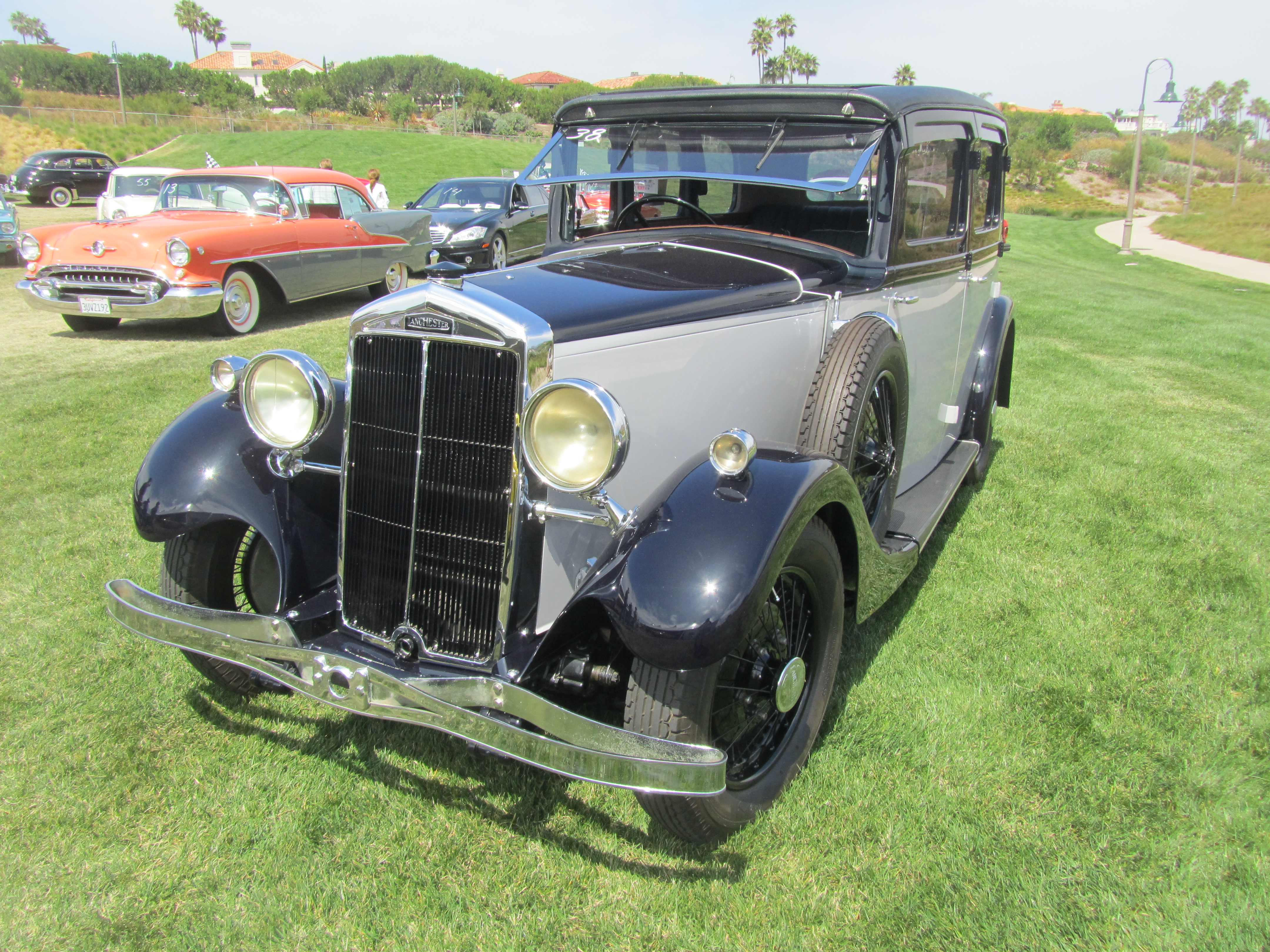
Lanchester Eighteen 15/18 (en).
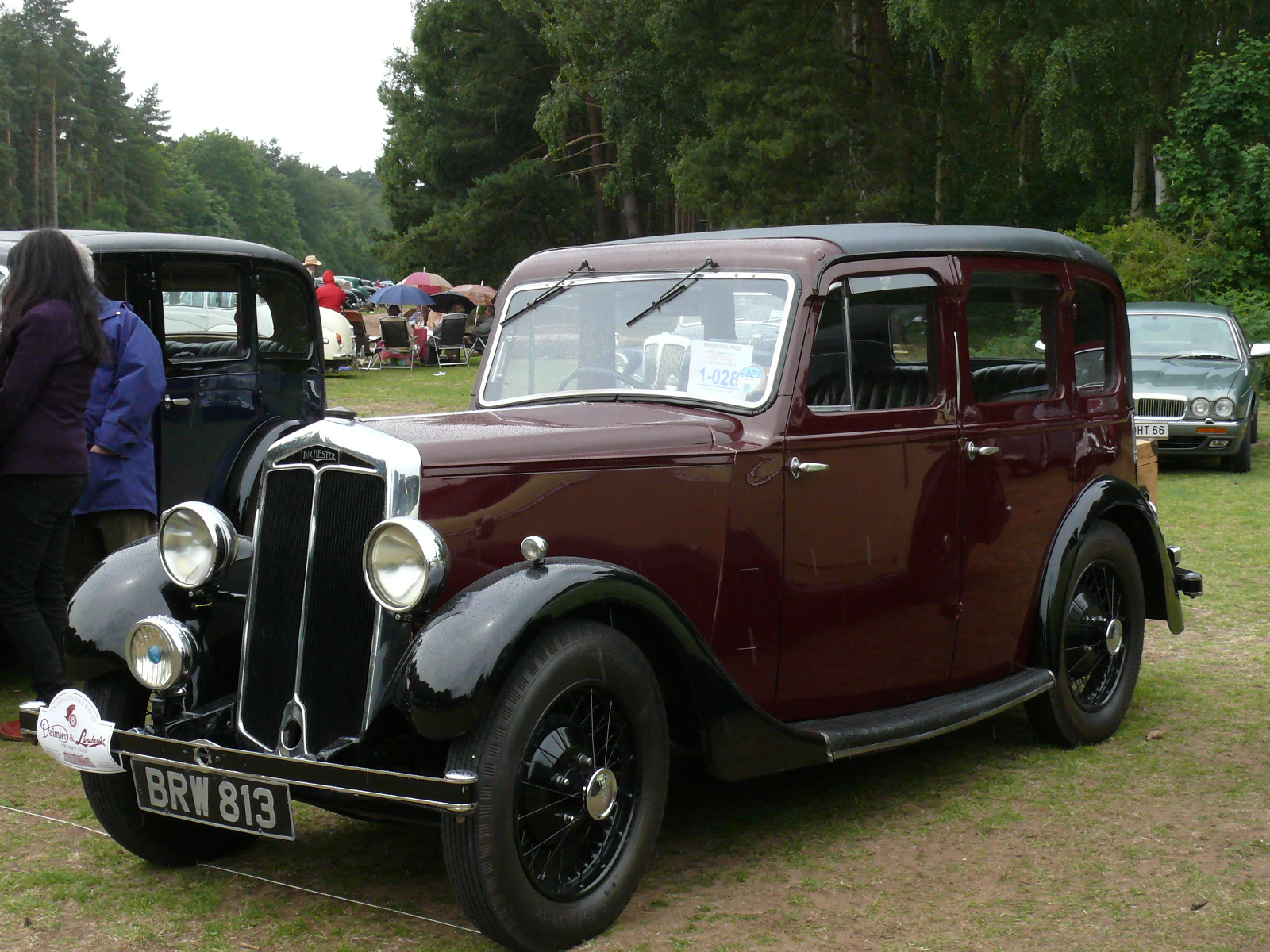
Lanchester Ten (en).
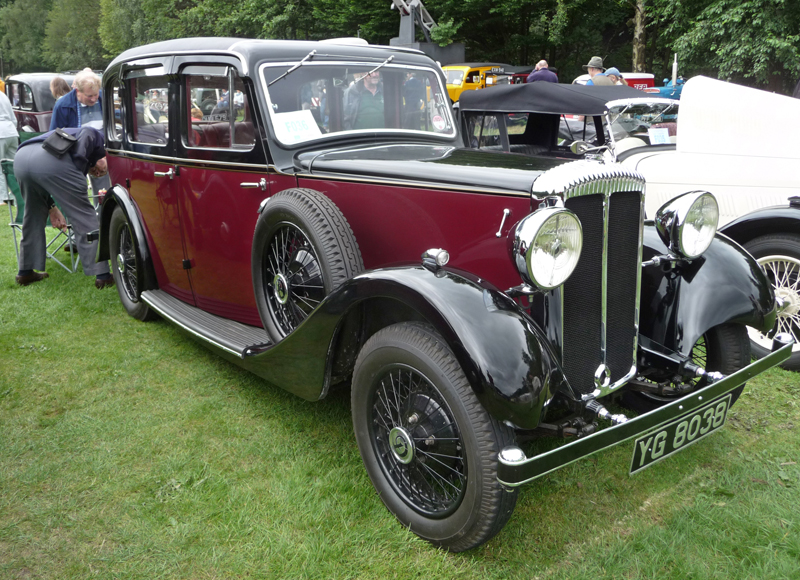
Daimler Fifteen (en).
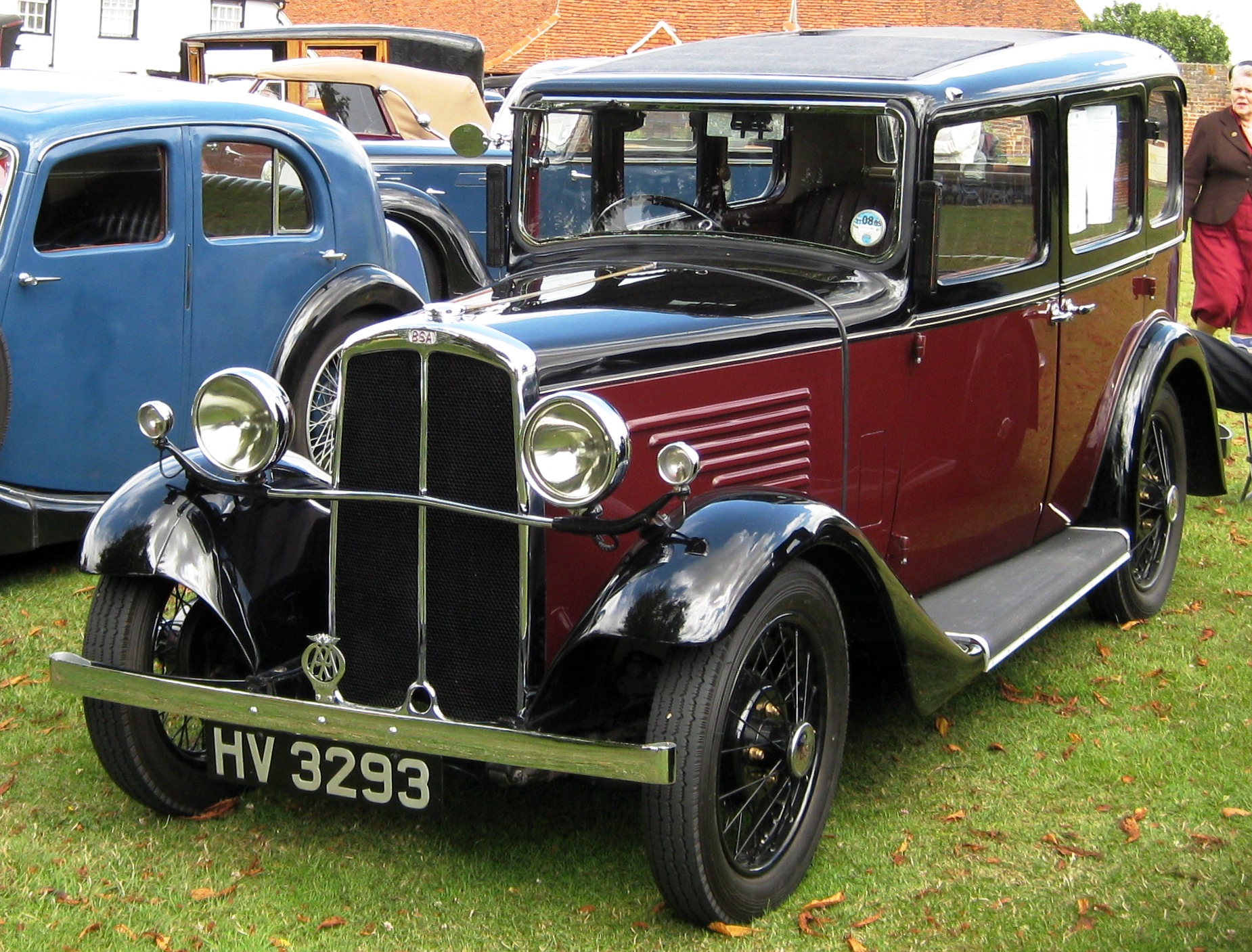
BSA Ten (en).

### Aviation

#### Airco
En février 1920 BSA fusionne avec Airco , le plus important constructeur du moment produisant un avion toutes les 45 min.

#### Daimler airway
Daimler aviation (en) est une filiale de BSA, achetée en 1920, issue du rachat de Airco et Aircraft Transport and Travel (en) (Air Express) qui ont fait faillite.
Pendant la guerre 14-18, Daimler a construit de nombreux moteurs d'avions et d'aéronefs et 80 bombardiers Airco-de Havilland.
En avril 1922, Daimler Airway est la première compagnie à utiliser des de Haviland DH.34, biplans monomoteurs.

Quelques avions
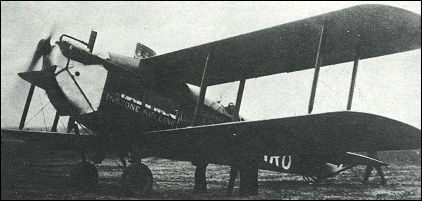
Instone de Havilland DH.18
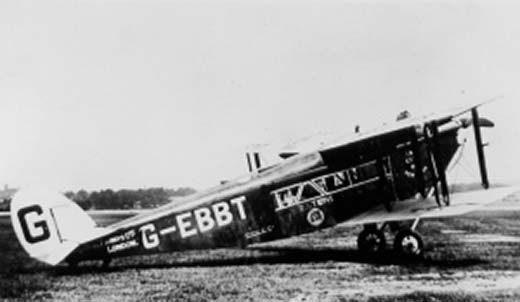
De Havilland DH.34

En mars 1924, Daimler Airway devient le principal actionnaire de Imperial Airways, fusion de Handley Page Transport, Instone Air Line et British Marine Air Navigation.

#### British Airways
Dans les années 1970, Imperial Airways fusionne avec la British Airways Ltd. (qui a fusionné avec la British Overseas Airways Corporation) puis avec la British European Airways pour donner naissance à la British Airways, compagnie aérienne nationale du Royaume-Uni.

### Sources
- (en) Cet article est partiellement ou en totalité issu de l’article de Wikipédia en anglais intitulé « Birmingham Small Arms Company » (voir la liste des auteurs).

- (en) Cet article est partiellement ou en totalité issu de l’article de Wikipédia en anglais intitulé « BSA cars » (voir la liste des auteurs).

- (en) Cet article est partiellement ou en totalité issu de l’article de Wikipédia en anglais intitulé « BSA Company » (voir la liste des auteurs).

- (en) Cet article est partiellement ou en totalité issu de l’article de Wikipédia en anglais intitulé « Associated Motor Cycles » (voir la liste des auteurs).

- (en) Cet article est partiellement ou en totalité issu de l’article de Wikipédia en anglais intitulé « Norton-Villiers » (voir la liste des auteurs).

- (en) Cet article est partiellement ou en totalité issu de l’article de Wikipédia en anglais intitulé « Norton Villiers Triumph » (voir la liste des auteurs).

- (en) Cet article est partiellement ou en totalité issu de l’article de Wikipédia en anglais intitulé « Daimler Airway » (voir la liste des auteurs).